# Grand appartement de la reine

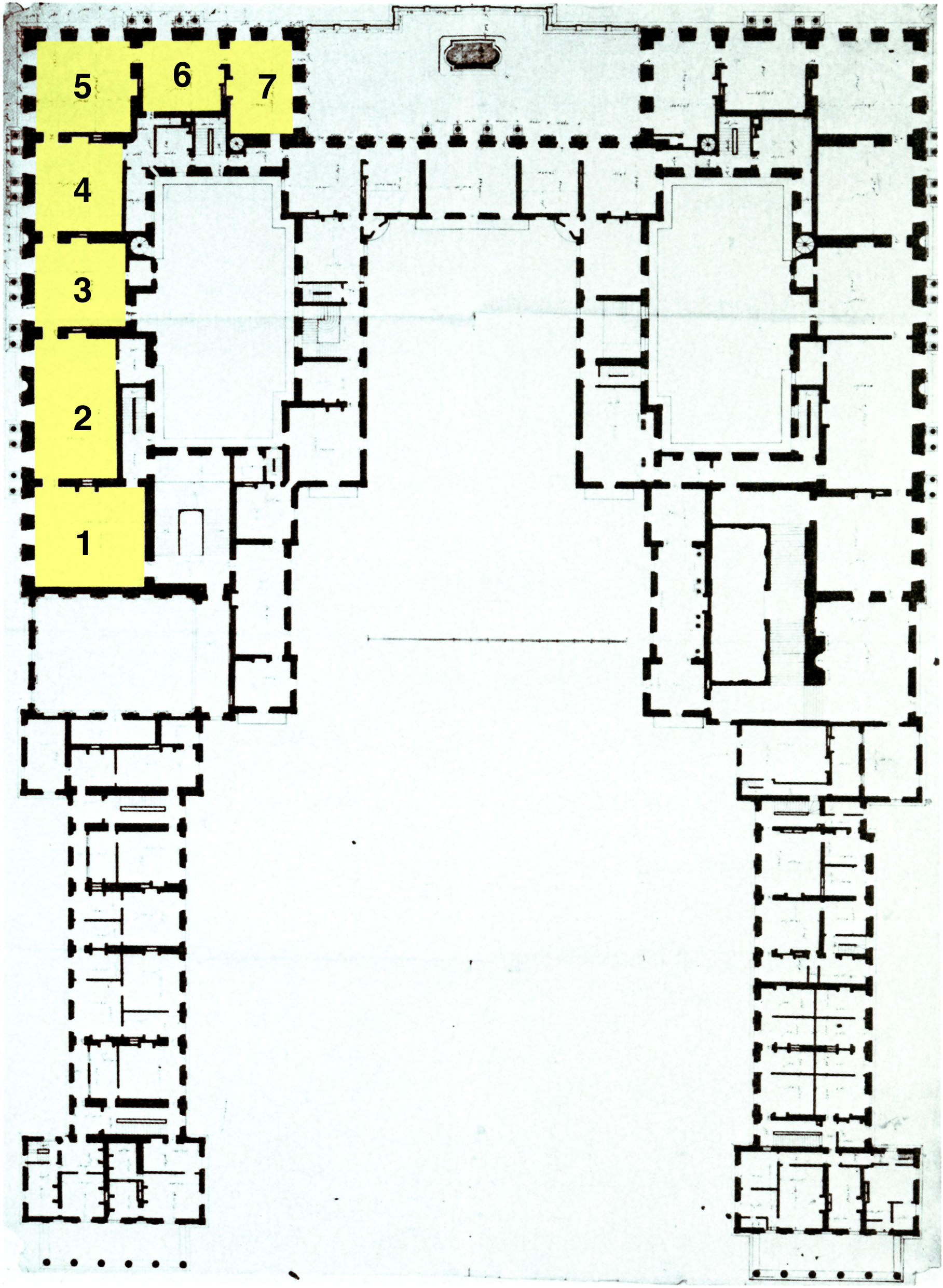
Plan över Versailles 1676, med drottningens våning märkt i gul färg.

Grand appartement de la reine (Drottningens paradvåning) är drottningens svit i det kungliga slottet i Versailles. Sviten beboddes av tre drottningar och en kronprinsessa: Maria Teresia av Österrike 1667–1683, Marie-Adélaïde av Savojen 1697–1712, Marie Leszczyńska 1725–1768, och Marie-Antoinette 1770–1789. 

## Galleri

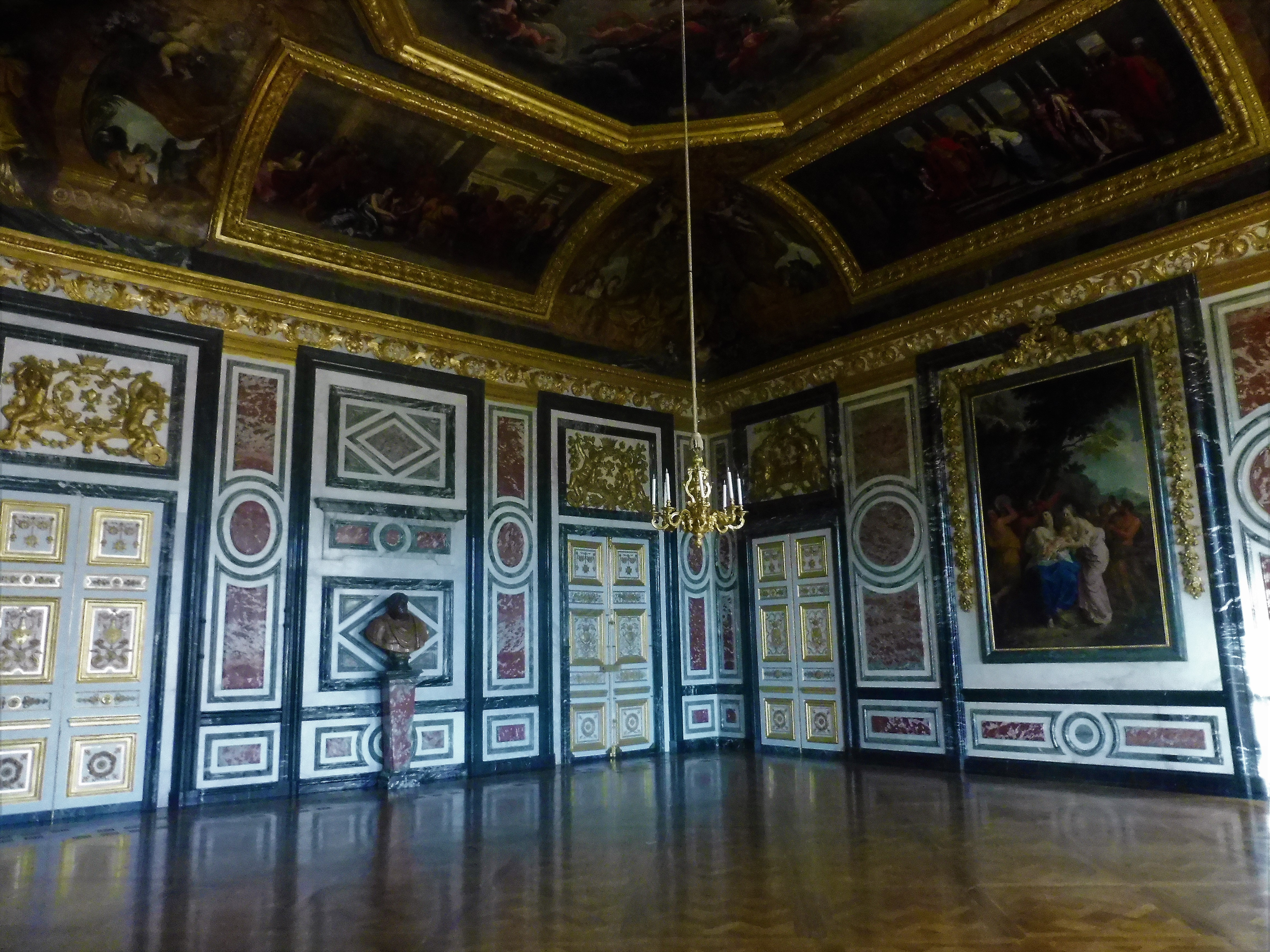
Interiör.
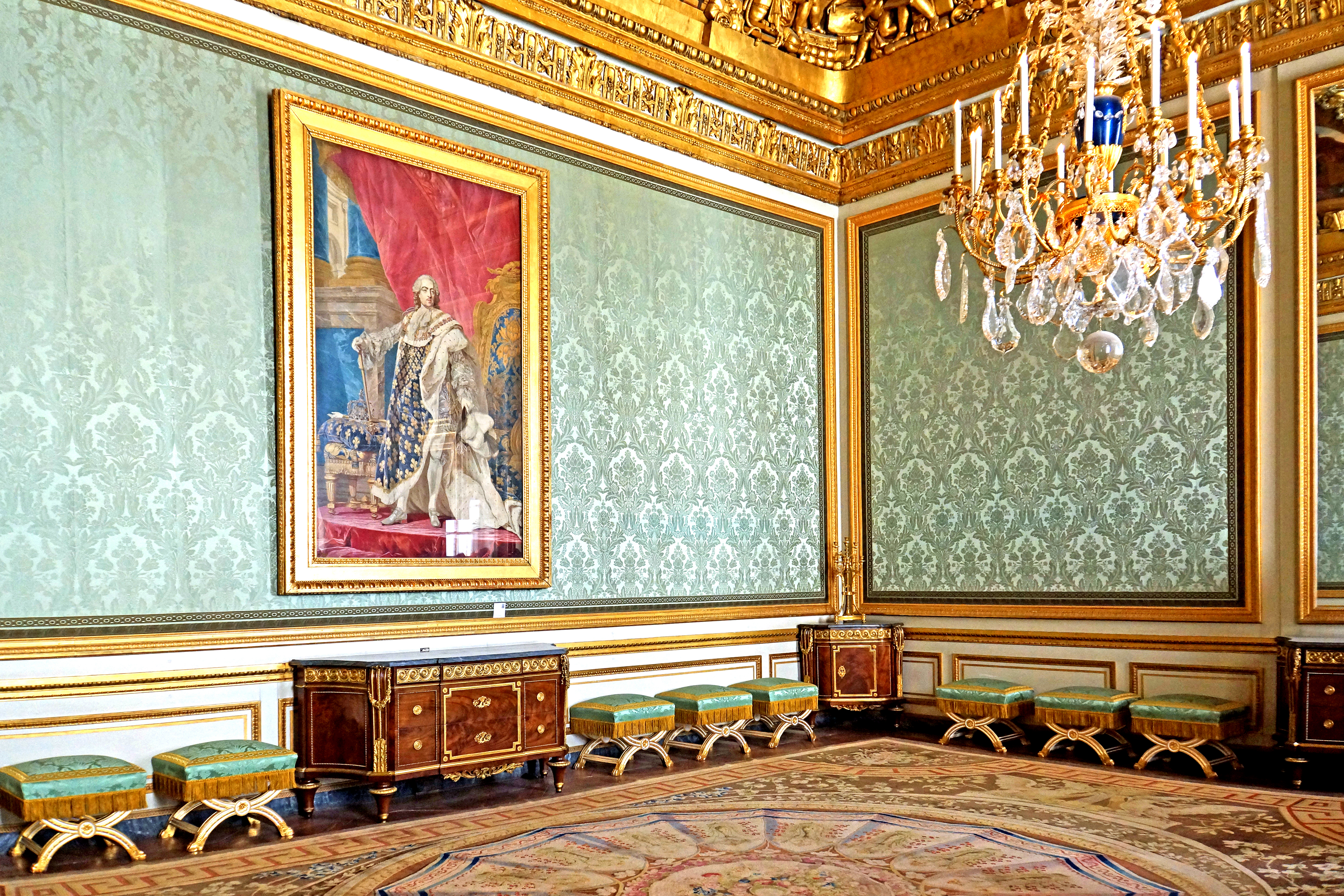
Interiör.
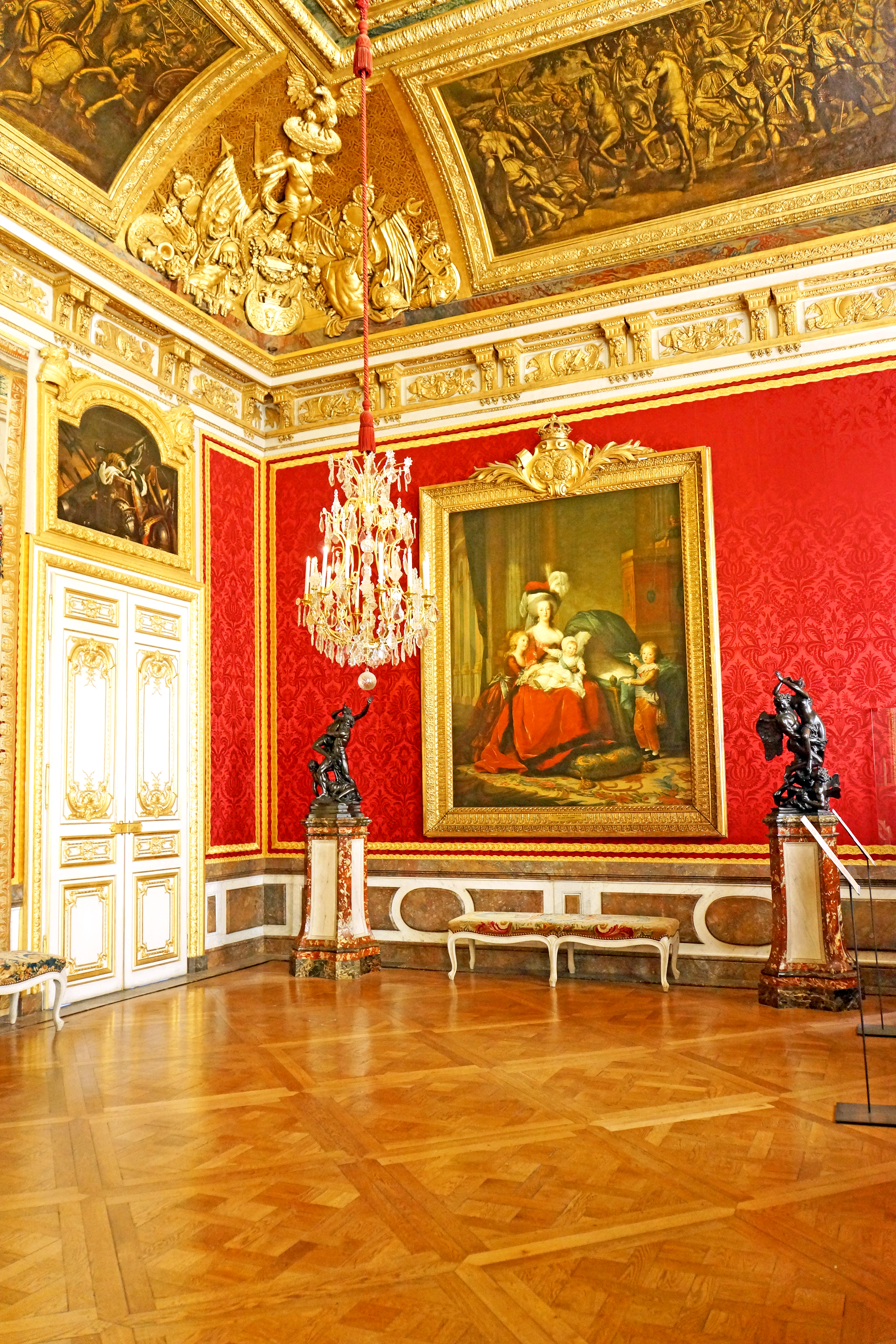
Interiör.
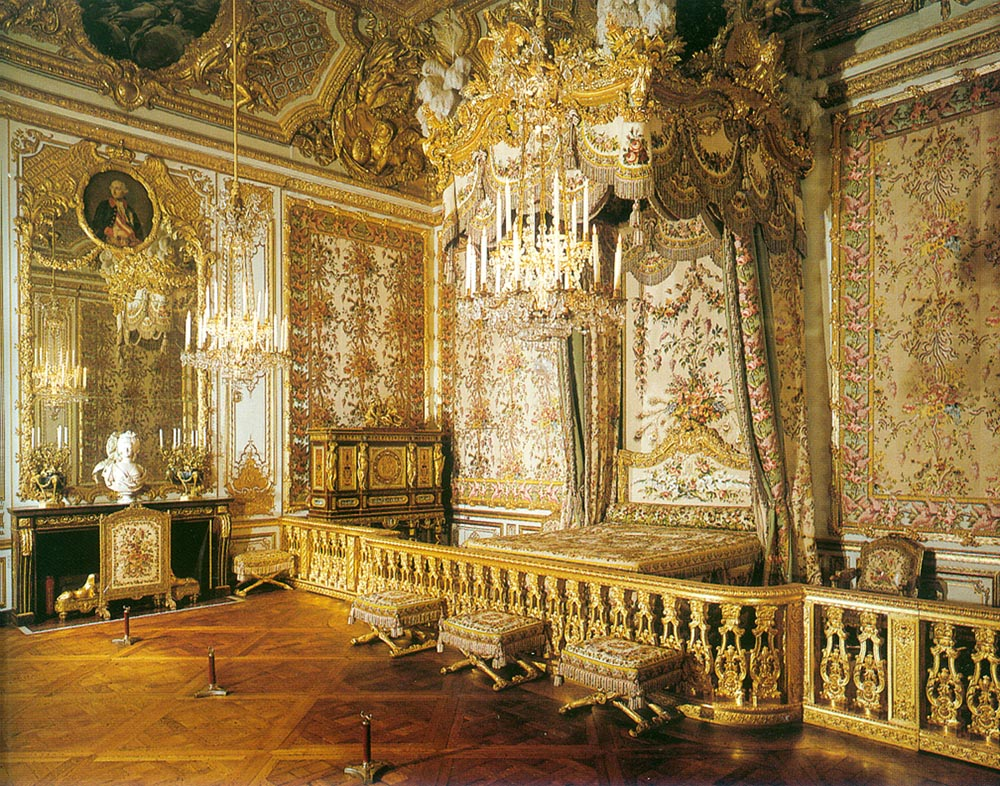
Drottningens sängkammare.